# Cur Hadassa
Cur Hadassa (hebr. צור הדסה; oficjalna pisownia w ang. Tzur Hadassah) – wieś komunalna położona w Samorządzie Regionu Matte Jehuda, w Dystrykcie Jerozolimy, w Izraelu.

## Położenie
Wieś jest położona wśród zalesionych wzgórz Judei.

## Historia
Pierwotnie w tej okolicy była położona arabska wioska Ras Abu Ammar. Podczas I wojny izraelsko-arabskiej w drugiej połowie maja 1948 wioskę zajęły egipskie oddziały. Podczas operacji Ha-Har w nocy z 20 na 21 października 1948 wioskę zajęli Izraelczycy. Mieszkańcy zostali wysiedleni, a wszystkie domy wyburzono.
Współczesna wioska żydowska została założona w 1960.